# Ousmane Boundaoné
Ousmane Boundaoné est un producteur burkinabè. Il est également administrateur culturel et directeur de festival. 

## Biographie

### Études
Ousmane Boundaoné est diplômé d’une maitrise en Lettres modernes, option Arts du spectacle de l'Université de Ouagadougou. Il poursuit ses études à l'Agence Africréation de Cotonou où il obtient un certificat en entrepreneuriat culturel. 

### Carrière
A partir de 2001, il développe et dispense des formations en administration et management culturel et à également enseigné à l’université de Ouagadougou. Ousmane Boundaoné a enseigné en tant de vacataire à l'Ecole nationale d'Administration et de Magistrature (ENAM) entre 2005 et 2011.  De 2001 à 2004, il est administrateur de la Compagnie Salia nï Seydou de Salia Sanou et Seydou Boro, et est Coordonnateur des Rencontres chorégraphiques Dialogues de corps,. Entre 2005 et 2008, il a été Administrateur de la Compagnie Faso Danse théâtre. 
Depuis 2008, il exerce en tant que consultant pour plusieurs institutions et festival notamment le centre Lukaré, l'Institut français de Ouagadougou, le CDC-La termitière de Ouagadougou, Jazz à Ouaga, l'Institut Imagine, les nuits atypiques de Koudougou, Africalia (Belgique), le Festival d'Avignon (France), le MASA d'Abidjan (Côte-d'Ivoire), le Festival Afrikamera de Berlin (Allemagne), Le Programme Open Doors du festival de Locarno (Suisse),.
En 2015, il cofonde avec d’autres collaborateurs comme Alex Moussa Sawadogo et Salam Zampaligré, le collectif Génération Films dont il a été le Directeur général et coordonne depuis sa création en 2016, le projet Ouaga films Lab. En 2020, il rejoint la Délégation Générale du Fespaco (Ouaga), en tant que consultant, en charge des programmes et est nommé Président du FESPACO Pro,,. En 2023, il qui quitte la direction de toutes ces structures et fonde sa propre entreprise Tala Consulting. Ousmane Boundaoné a aussi piloté de 2022 en 2024 le projet « Paspanga », financé par le Fonds de solidarité pour les projets innovants. 